# Камызинское сельское поселение
Камызинское се́льское поселе́ние — муниципальное образование в Красненском районе Белгородской области.
Административный центр — село Камызино.

## История
Камызинское сельское поселение образовано 20 декабря 2004 года в соответствии с Законом Белгородской области № 159.

## Население
| 2010  | 2011  | 2012  | 2013  | 2014  | 2015  | 2016  | 2017  | 2018  |
| ----- | ----- | ----- | ----- | ----- | ----- | ----- | ----- | ----- |
| 1426  | ↘1421 | ↘1401 | ↘1388 | ↘1300 | ↘1242 | ↘1228 | ↘1221 | ↘1210 |
| 2019  | 2020  | 2021  |       |       |       |       |       |       |
| ↘1190 | ↘1184 | ↗1490 |       |       |       |       |       |       |

## Состав сельского поселения
| № | Населённый пункт | Тип населённого пункта       | Население |
| - | ---------------- | ---------------------------- | --------- |
| 1 | Камызино         | село, административный центр | ↘960      |
| 2 | Ураково          | село                         | ↘466      |